# Parmena lukati
Parmena lukati är en skalbaggsart som beskrevs av Gianfranco Sama 1994. Parmena lukati ingår i släktet Parmena och familjen långhorningar. Inga underarter finns listade i Catalogue of Life.